# Křižanovice u Vyškova
Křižanovice u Vyškova là một làng thuộc huyện Vyškov, vùng Jihomoravský, Cộng hòa Séc.